# Cyclone Berguitta
Le cyclone Berguitta est un cyclone tropical né le 12 janvier 2018 et dissipé le 20 dans le sud-ouest de l'océan Indien. Il atteint brièvement la catégorie 3 le 15 janvier avant de passer sous catégorie 1 au sud-est des côtes de l'île Maurice et de La Réunion où il entraine de fortes pluies.

## Évolution

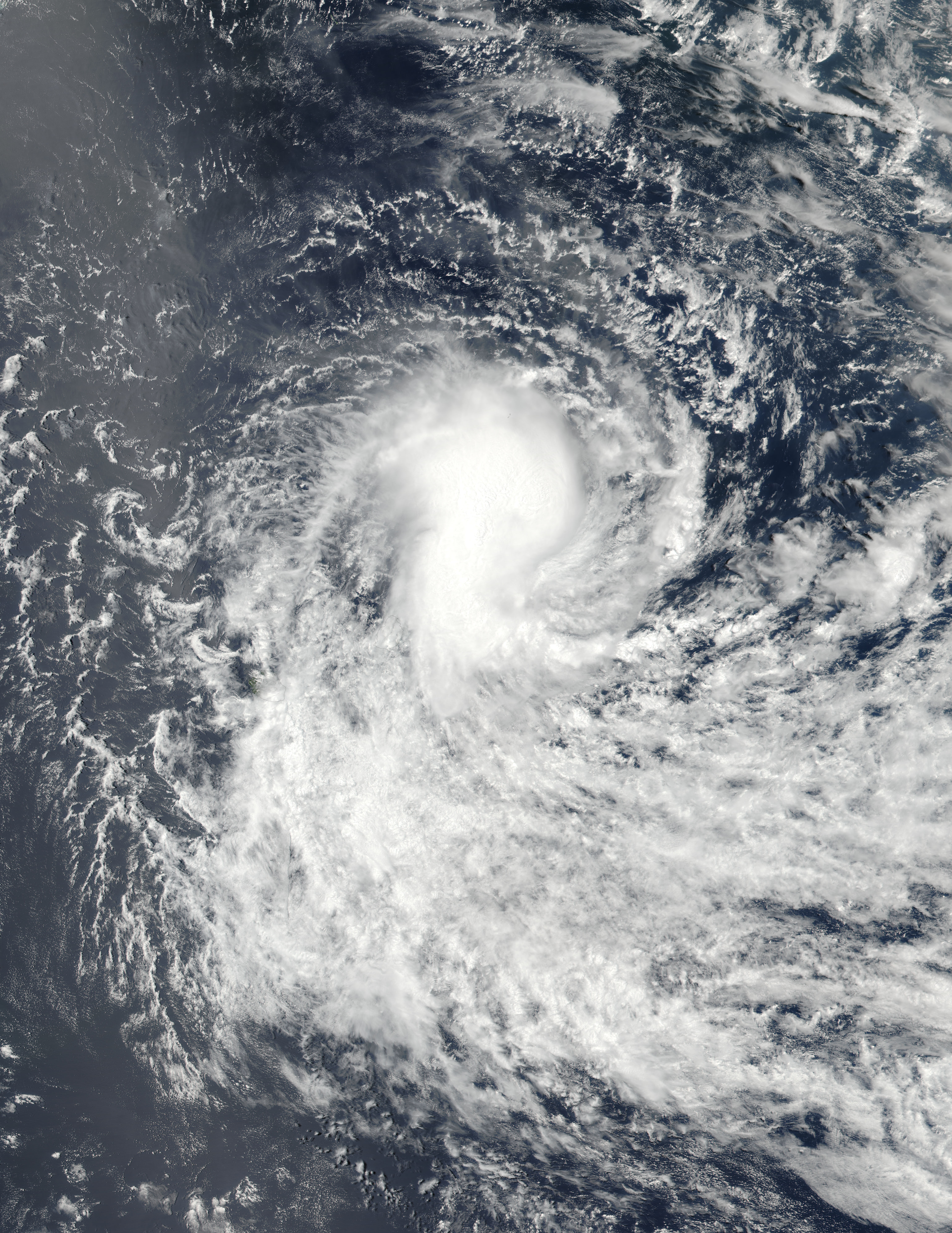
La tempête tropicale Berguitta le 17 janvier, au sud-ouest des Mascareignes et à l'est de Madagascar (visible sur le bord gauche de l'image).

Une dépression née dans le sud-ouest de l'océan Indien se creuse au point que ses vents dépassent les 63 km/h, la faisant entrer dans la catégorie des tempêtes tropicales et recevant le nom de Berguitta le 12 janvier 2018. Le 14 janvier au matin, ses vents qui se sont renforcés dépassent les 119 km/h, classant le cyclone tropical en catégorie 1 ; la catégorie 2 est atteinte le 15 dans la matinée, la catégorie 3 en milieu de journée avec des vents à 185 km/h avant de voir sa puissance diminuer rapidement, rétrogradant le cyclone à la catégorie 1 le 17 au matin. Il se trouve alors à quelques centaines de kilomètres au nord-est de l'île Maurice, entre Rodrigues au sud-est et Saint-Brandon au nord-ouest.
Poursuivant sa route vers le sud-ouest en direction des deux plus grandes îles des Mascareignes et rétrogradée en tempête tropicale, Berguitta aborde l'île Maurice le matin du 18, l'œil se trouvant à une dizaine de kilomètres de ses côtes sud-est. Plus tard dans la journée, la tempête touche La Réunion, alors en alerte pré-cyclonique depuis le 16 janvier, passant à une soixantaine de kilomètres des côtes.
Le 19 janvier, la tempête poursuit sa trajectoire en direction du sud-ouest, se rapprochant à une cinquantaine de kilomètres des côtes sud-est de Madagascar sans provoquer de dégâts majeurs, puis oblique en direction du sud en s'affaiblissant peu à peu jusqu'à devenir une simple dépression météorologique à partir du 20 janvier.

## Conséquences

### Île Maurice
Dans le pays, le cyclone est comparé à Hollanda qui a touché Maurice en 1994 en y faisant d'importants dégâts.

### La Réunion
Les vents les plus puissants mesurés sur l'île atteignent 120 km/h avec des rafales à 145 km/h mais ce sont surtout les pluies intenses qui touchent particulièrement le sud de l'île. Le cumul des précipitations atteignant 1 000 mm dans le sud-est de l'île provoque crues des rivières, submersions de routes et évacuations de plusieurs habitations,. Des vagues de 12 mètres déferlent sur le littoral de la côte sauvage du volcan. Un homme est porté disparu à L'Étang-Salé — Les Hauts.